# Montgomery megye (Tennessee)
Montgomery megye az Amerikai Egyesült Államokban, azon belül Tennessee államban található. Megyeszékhelye és legnagyobb városa Clarksville. Lakosainak száma 220 069 fő (2020. április 1.). Montgomery megye Christian, Dickson, Todd, Robertson, Cheatham, Houston és Stewart megyékkel határos.

## Népesség
A megye népességének változása:
| Lakosok száma | 173 326 | 176 687 | 185 201 | 184 119 | 193 479 | 220 069 |
|               | 2010    | 2011    | 2012    | 2013    | 2015    | 2020    |